# Jagatsinghapur (distrikt)
Jagatsinghpur är ett distrikt i Indien.   Det ligger i delstaten Odisha, i den östra delen av landet, 1 300 km sydost om huvudstaden New Delhi. Antalet invånare är 1 136 971.
Följande samhällen finns i Jagatsinghpur:
- Parādīp Garh
- Jagatsinghapur